# Monastère de Toumliline
Le monastère de Toumliline (parfois Tioumliline), دير تومليلين , est un ancien monastère datant de l'époque coloniale et situé dans le Moyen Atlas, dans la région de Fès-Meknès au Maroc et dans la province d'Ifrane. 

## Le monastère
Le nom Toumliline تومليلين signifie en langue amazigh « les pierres blanches » du nom d'une source calcaire située en amont de l'ancien monastère, qui se trouve à 3 kilomètres de la petite ville d'Azrou. Vingt moines bénédictins d'En-Calcat arrivèrent sur ce promontoire en octobre 1952 et restaurèrent puis agrandirent une ancienne école pour garçons pour y fonder un monastère. Ces moines répondaient à l’invitation de Monseigneur Lefèvre, archevêque de  l’archidiocèse de Rabat, avec l’accord du sultan Mohammed Ben Youssef.
Le prieuré, placé sous le vocable du Christ-Roi, était dirigé par le père Denis Martin. Les moines gagnèrent progressivement la confiance des populations locales en travaillant de leurs mains, en apprenant l'arabe et le berbère et en accueillant les populations, notamment pour des soins médicaux. Ils bâtirent un dispensaire, une école et un internat pour garçons et développèrent des activités agricoles. 
Le coup de force des autorités françaises du 20 août 1953 qui voit le sultan Mohammed Ben Youssef et sa famille déportés en Corse, puis à Madagascar fragilise le monastère mais la population berbère maintient sa confiance envers les moines. Ceux-ci, par ailleurs, se font connaitre des mouvements nationalistes grâce à l'entremise des « Français Libéraux » et à « l'épisode du thé » resté emblématique : les moines sortent un jour de 1953 du monastère pour spontanément servir du thé et distribuer du pain à des prisonniers effectuant des travaux forcés à proximité, et ce malgré l'opposition virulente des autorités militaires françaises. Or ces prisonniers sont les leaders du mouvement nationaliste marocain emprisonnés pour leurs actions militantes en faveur du sultan du Maroc qui sauront, à l'Indépendance, s'en souvenir.
En août 1955, les camps de vacances organisés par le parti nationaliste marocain Istiqlal dans les alentours du monastère sont fermés par l’armée française, car suspectés d'activisme nationaliste. Les organisateurs des camps demandent l’hospitalité aux moines qui les accueillent. Comme il fallait occuper les jeunes, les moines, les jeunes catholiques et les leaders des jeunesses nationalistes organisent des ateliers de débat, des jeux, des tournois et des veillées musicales. Les moines racontèrent plus tard combien les jeunes élèves et les étudiants marocains étaient désireux de comprendre leurs hôtes et d’apprendre d’eux. Des professeurs de passage prêtèrent assistance et, tous ensemble, ils organisèrent des cours, des tables-rondes, et des débats. Les internes du Collège d'Azrou (actuel lycée Tarik Ibn Zyad) s’y associèrent, ainsi que de nombreux jeunes catholiques de passage au monastère. Tous ces jeunes, en dépit des tensions très vives entre les communautés, fraternisèrent, apprirent à s’écouter, s’amusèrent, « rompirent le pain ensemble », débattirent avec la passion de leur âge. Ce moment de dialogue et de partage fut la première illustration de ce qu’on a appelé « l’Esprit de Toumliline », fait de soif de connaissance, de partage et de respect réciproque et mené par des jeunes.

## Les Rencontres Internationales

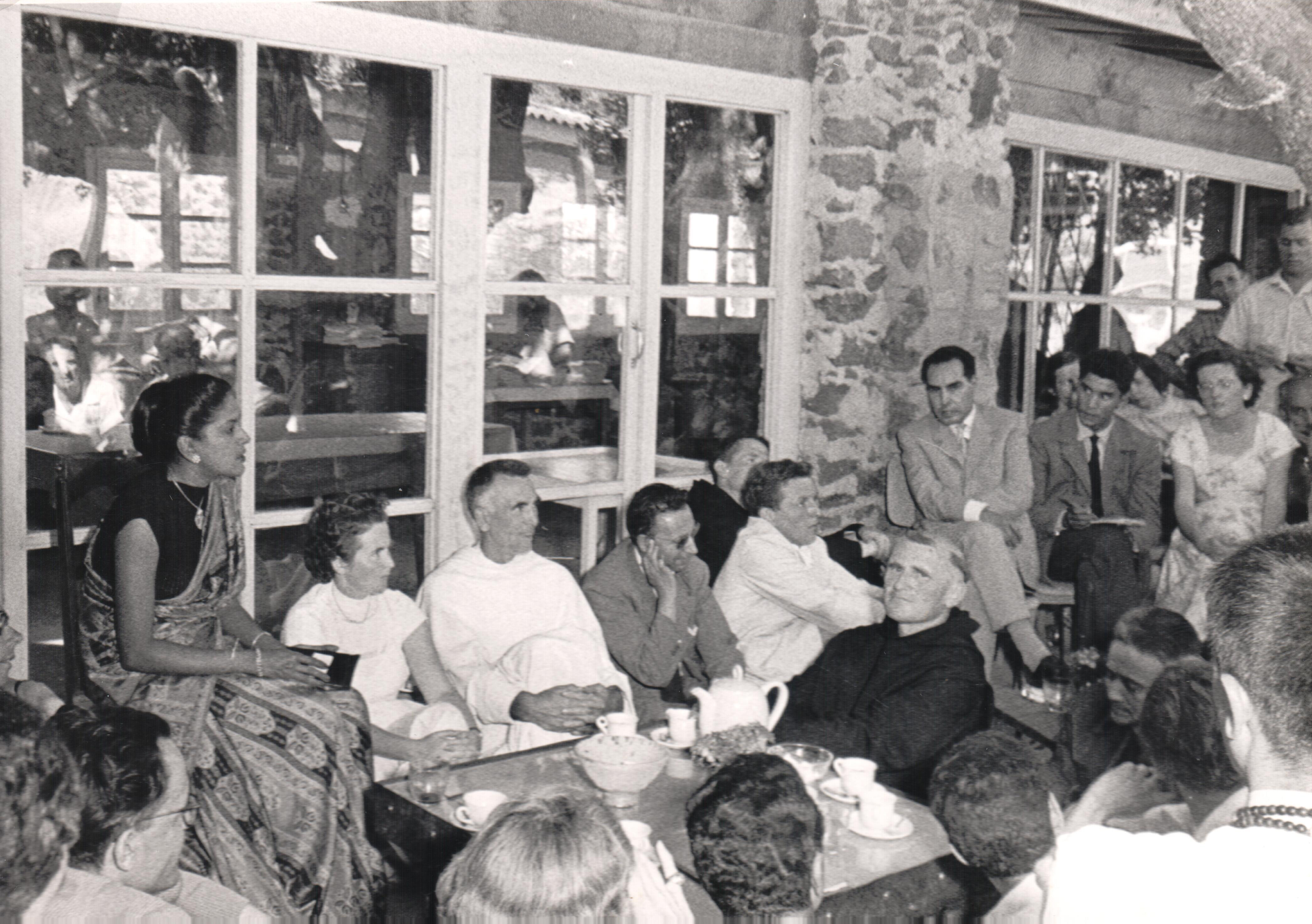
débats entre les participants

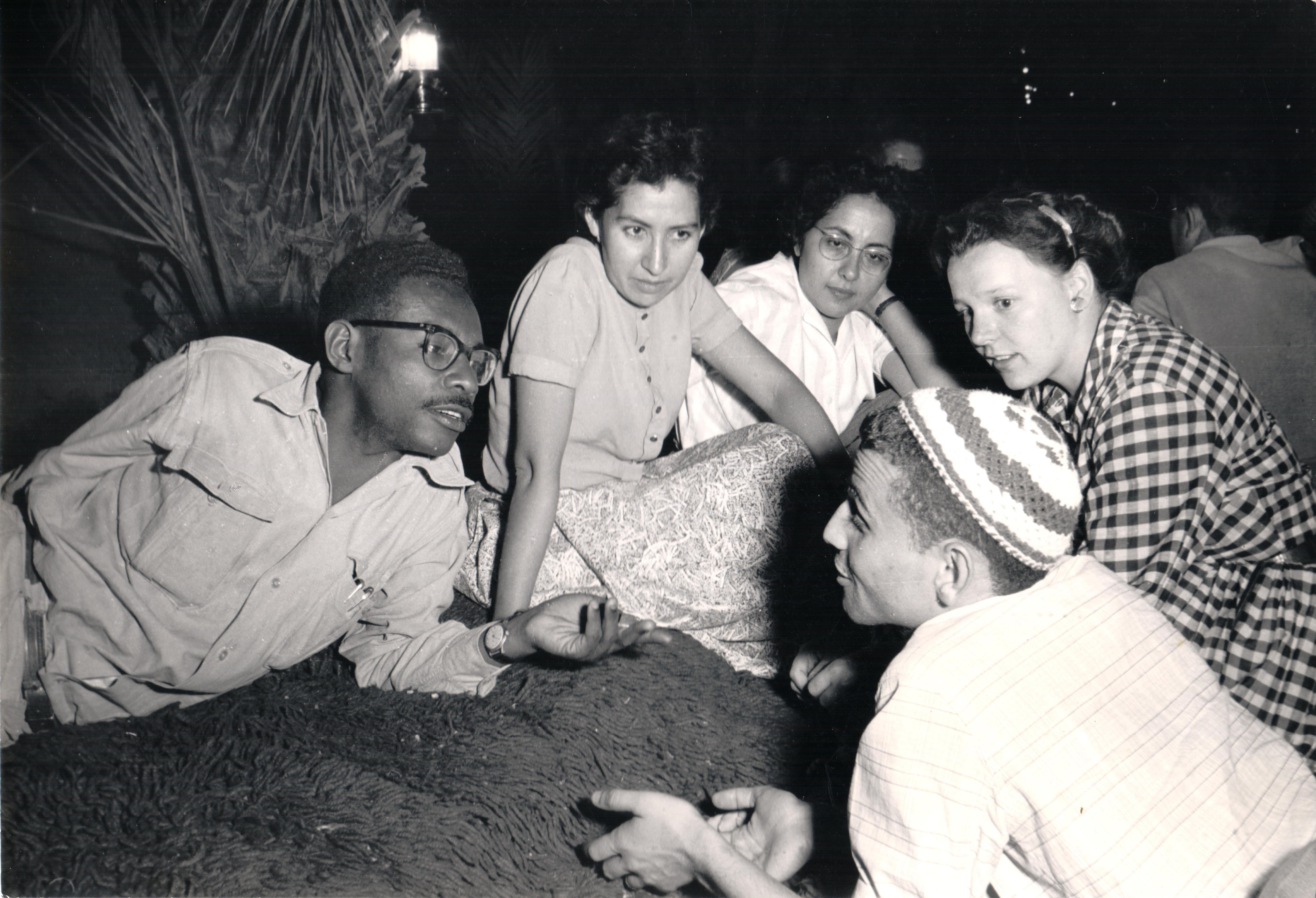
jeunes de toutes nationalités débattant à Toumliline

Ce moment réussi de rencontre et d'échange fit germer le projet de sessions estivales de réflexion et de débats sur les questions importantes qui se posaient alors au Maroc ainsi qu'à de nombreux États africains nouvellement indépendants. À partir du printemps 1956, Ssi Mbarek Bekkaï, Président du Conseil, propose d'en faire le lieu de « Cours Internationaux », en invitant des étudiants et des personnalités engagées du monde entier. Le sultan Mohamed Ben Youssef, devenu le roi Mohammed V, encourage le projet, auquel il apporte en 1956 son haut patronage. Dans le contexte de la décolonisation, le monastère devient un lieu de conférences annuelles où sont évoquées et débattues les questions de l'avenir socio-politique et économique non seulement du Maroc, mais aussi de plus en plus de l'Afrique, prenant ainsi l'allure de congrès de réflexion, voire de « think-tank africain ».
Des rencontres à la fois politiques, interreligieuses et culturelles y sont ainsi organisées les étés, à partir de 1956 et en 1957, le futur roi Hassan II, alors prince héritier, en est le président . 
Des sujets, précis et concrets, la Cité, l’Éducation, permettent d'aborder les enjeux politiques et économiques du Maroc, tout en recoupant des enjeux internationaux. Les rencontres sont largement ouvertes aux intellectuels de tous horizons. 
Parmi les intellectuels qui y participent, on peut citera Louis Massignon, Louis Gardet, Emmanuel Levinas, A. R. Gibb, mais aussi des femmes et des hommes politiques, Fatima Hassar-Ben Slimane, Ahmed Balafrej, Mohammed El Fassi, Fkih Mohammed Belarbi el Alaoui, et des Français libéraux, Louis Fougère, Régis Blachère, qui avaient milité en faveur de l'indépendance du pays. Leurs premières réflexions ont été recueillies dans un livre publié en 1956.
Pendant deux années de suite, en 1956 et 1957, le roi Mohamed V reçoit les participants aux Rencontres internationales dans son palais de Rabat à la fin de chaque session. Les gouvernements successifs marocains participent à ces rencontres jusqu’en 1961,, faisant la réputation et la renommée du monastère dans les milieux politiques internationaux.
La particularité de ces Rencontres internationales et ce qui fit leur renommée, ce que l'on a appelé « l'Esprit de Toumliline », fut de faire se rencontrer pendant presque 20 jours chaque année, des sommités intellectuelles et religieuses, des personnalités politiques, avec de très nombreux jeunes étudiants et personnalités d'horizons extrêmement divers, donnant à ces dialogues une dimension universaliste et inclusive : « Il y avait une Japonaise qui enseignait la philosophie en allemand. Un Allemand qui enseignait l'espagnol à Marrakech. Et un Espagnol qui enseignait la musique en Hollande. Il y avait des poètes, des acteurs, des sociologues, des théologiens, des photographes, des séminaristes, des pharmaciens, des psychiatres et des ingénieurs. Il y avait des Belges avec des noms italiens, des Arabes avec des noms anglais et des Allemands avec des noms français. Il y avait un théologien musulman de Fès qui portait un turban, qui en réalité était Français. Il y avait un chanteur populaire qui portait des blue-jeans et qui en fait était un prêtre, des sœurs protestantes et un Iranien qui venait de Harvard. Il y avait un imam de la Grande Mosquée de Fès et le Doyen du Collège de France de Rome ».

## La fermeture
La montée des tensions politiques, tant au niveau national qu'international, liées à l'installation de la Guerre froide et à la cristallisation de positions idéologiques et d'intérêts stratégiques opposés, fragilisera puis rendra impossibles ces Rencontres Internationales dans leur format politico-religieux. Elles prennent progressivement une tonalité plus intellectuelle, philosophique et culturelle. À un public de politiques succède un public de jeunes étudiants et d'artistes marocains, notamment Jilali Gharbaoui qui fera plusieurs séjours au monastère et dont les œuvres réalisées à Toumliline ont été exposées au Musée Mohammed VI d'Art Moderne et Contemporain (exposition "Gharbaoui, l'envol des racines », nov. 2020-févr. 2021). 
Le Père Denis Martin part en Afrique de l'Ouest à partir de 1960 et fonde le « Monastère Sainte Marie de Bouaké » en 1960 en Côte d'Ivoire, et l'« Abbaye Saint Benoît de Koubri » en 1961 au Burkina Faso, où il détache de façon permanente des moines de Toumliline. Il organise à Bouaké en 1962 et 1963 deux sessions de débats par an appelées « Toumliline à Bouaké ». 
En 1967, les tensions politiques deviennent telles que le dispensaire puis l’internat sont fermés. Les autorités marocaines proposent aux moines de Toumliline de transférer le monastère à Témara (ville côtière près de Rabat). Les moines refusent et ferment le monastère en juin 1968.
Le monastère devient un centre pour colonies de vacances puis un centre de formation professionnelle avant d'être fermé. Il est la propriété du Conseil préfectoral de la ville de Meknès.

## Réinventer Toumliline

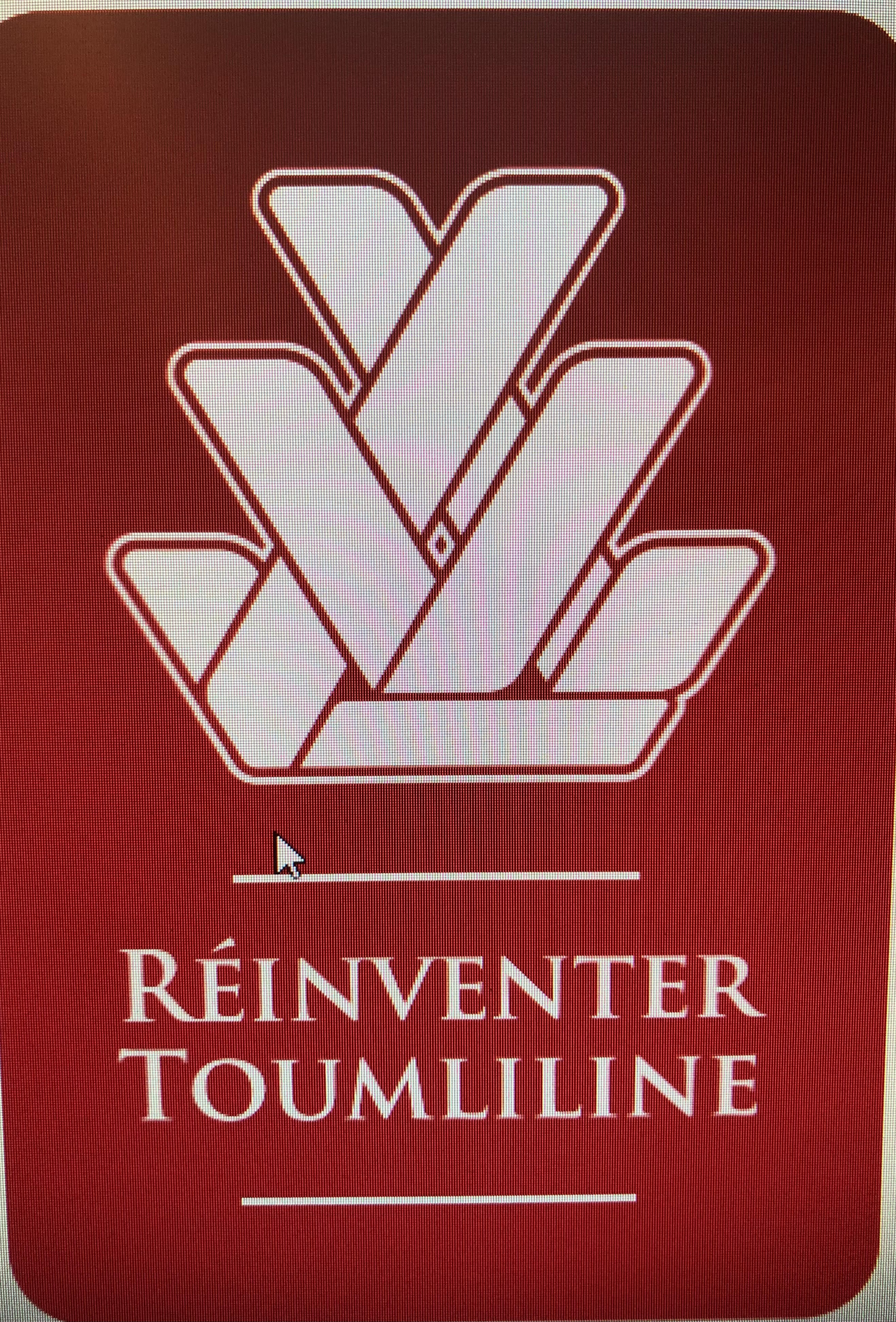
Logo du Projet réinventer Toumliline par Hicham Lahlou, la pomme de pain symbole de créativité et de renaissance

En janvier 2016, le roi Mohammed VI a adressé un message royal aux participants d'un congrès portant sur « Les Minorités religieuses en terre d’islam : le cadre juridique et l’appel à l’action », message dans lequel il cite l'expérience des Rencontres Internationales du Monastère de Toumliline: « Le Maroc a été un pays précurseur en matière de dialogue interreligieux. En effet, au lendemain de l’indépendance obtenue en 1956, il se tenait, chaque été au monastère de Toumliline – situé sur une montagne de la région de Fès et occupé anciennement par des moines bénédictins- un rassemblement d’intellectuels et de penseurs, notamment musulmans et chrétiens, auquel prenaient part des personnalités d’envergure comme le célèbre penseur chrétien Louis Massignon. Ce sont là quelques facettes de la réalité de notre pays, que, d’ailleurs, la plupart d’entre vous connaissent bien »
Depuis 2015, la Fondation Mémoires pour l'Avenir, association de droit marocain fondée en 2008, travaille avec des partenaires marocains et étrangers au rassemblement des archives relatives au monastère et aux Rencontres internationales qui s'y sont tenues, ainsi qu'à la collecte de la mémoire des habitants de la région et des participants aux Rencontres. L'objectif de ce projet, intitulé « Réinventer Toumliline », est de préserver et de transmettre aux jeunes générations de Marocaines et de Marocains l'exemplarité de ce lieu de rencontre, de dialogue respectueux et de partage entre des personnes de religions autant que de convictions différentes. Ce projet de mémoire s'inscrit dans la volonté de faire revivre le site en y développant des activités durables éducatives, culturelles et économiques, articulées sur les besoins des habitants de la région et respectueuses de l'environnement.

## Cinéma
C'est au monastère de Toumliline qu'a été tourné en 2009 le film Des hommes et des dieux, sorti en 2010, sur les moines de Tibherine (Algérie). Il est restauré en partie pour les besoins du tournage. Il s'élève sur une haute montagne avec un immense panorama sur la vallée.

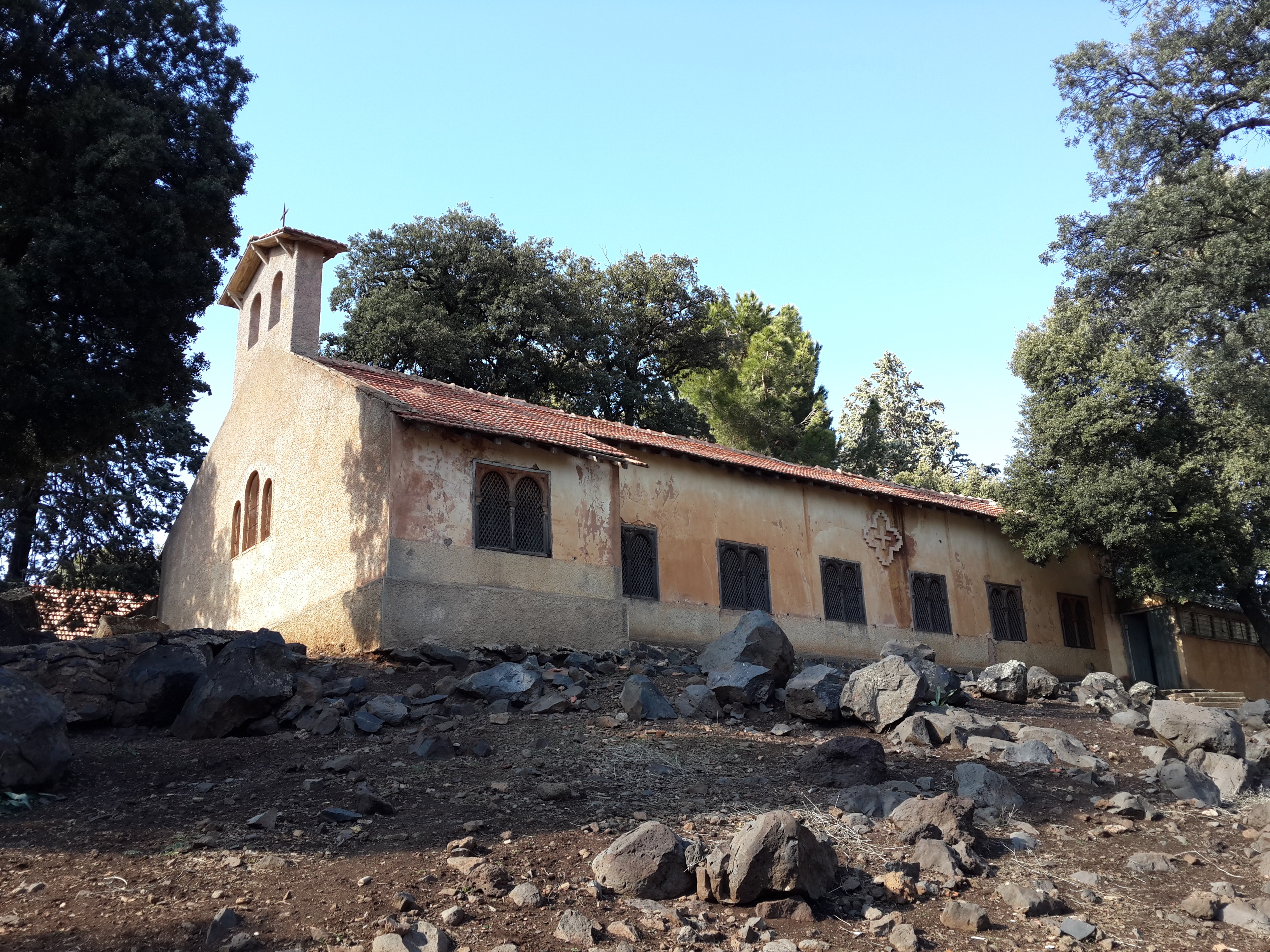
L'ancienne chapelle où fut tourné le film Des hommes et des dieux
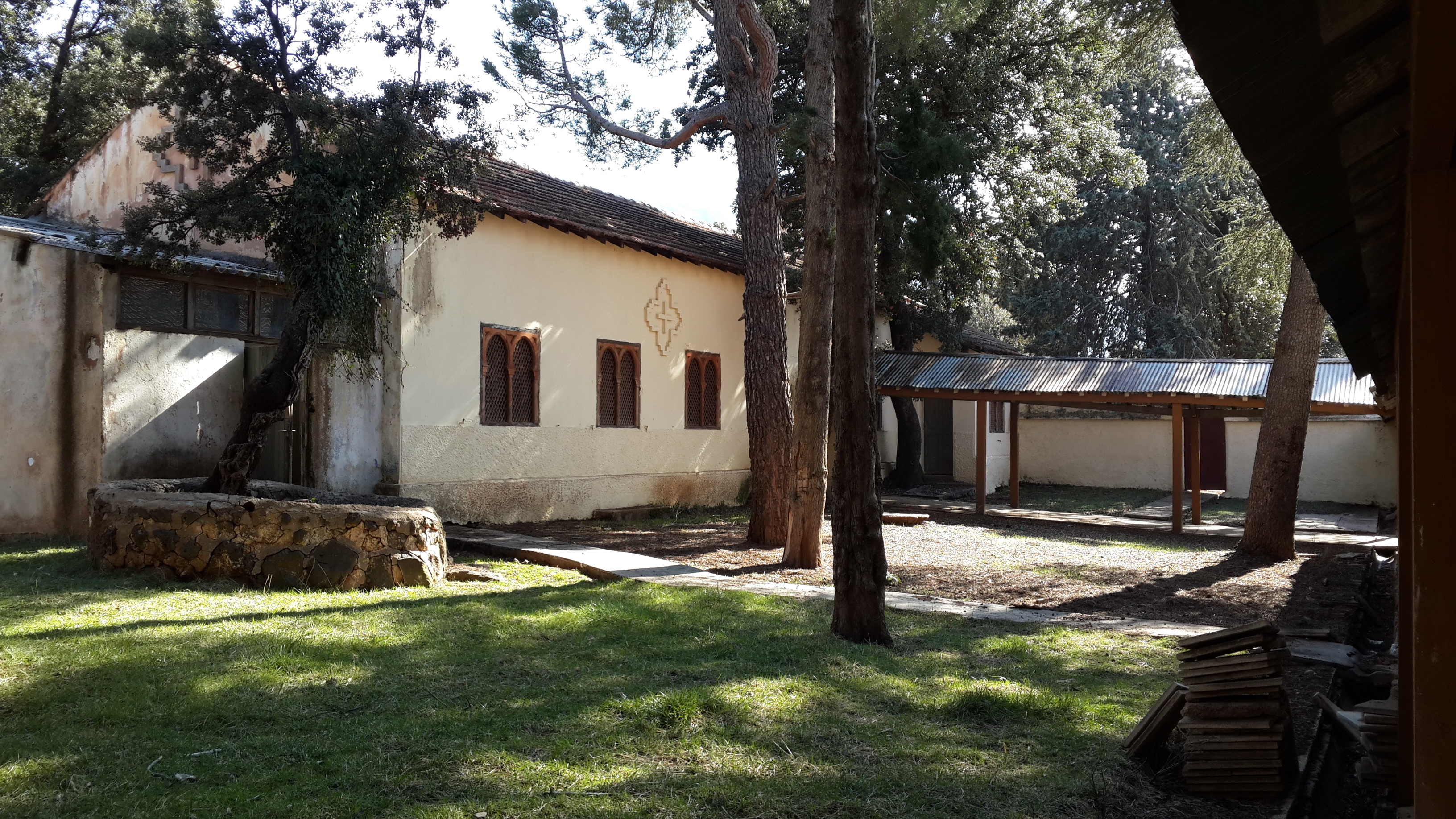
L'ancien cloître avec la chapelle au fond